# Что такое осень
«Что тако́е о́сень» (укр. «Що таке осінь») — пісня з альбому ДДТ «Актриса Весна», написана Юрієм Шевчуком. Одна з найвідоміших пісень гурту.
Пісня увійшла до хіт-параду 100 найкращих пісень XX століття «Усе наше назавжди» «Нашого Радіо», посівши в ньому друге місце.

## Історія створення і виконання
За словами її автора Юрія Шевчука, пісню було написано наприкінці вересня 1991 року. Музикант тоді мешкав у одній з комуналок на Синопській набережній поряд із Олександро-Невською лаврою в Петербурзі. Під час однієї з прогулянок Микільським кладовищем лаври Шевчук і створив «Що таке осінь».
Проте спочатку не всі музиканти «ДДТ» хотіли її виконувати. Наприклад, найрадикальніше налаштований тоді Андрій Муратов, сказав, що він «цю попсу» грати не буде. Учасники групи почали змінювати звучання пісні. Андрій Васильев запропонував стилізувати мелодію під романтичні 1960-і і написав партію електрогітари, Олександр Бровко придумав басовий риф, Вадим Курилєв підігнав акорди, Ігор Доценко додав хард-рокового драйву, а Муратов, змирившись, підібрав клавішний підголосок. А ось соло Михайла Чернова на флейті з'явилося вже під час запису в студії.
Пісня майже одразу стала популярною, сам Шевчук у одному інтерв'ю сказав:
|  | Я на набережну влітку взагалі не міг вийти. Стояли — "дев'ятки", "мерседеси", і скрізь кричало: "Що таке осінь", а я, як Мауглі, по-за деревами — не приведи Господь, думаю, мене пізнають. Тоді — усе. Кранти. Пити доведеться щонайменше тиждень. Розумієш, я ж казав десь — хорошій пісні хітом поперек горлянки не станеш. Ніяким. Ніякою популярністю. Це одне. А по-друге, ну... її від щирого серця було написано, вона була якоюсь маленькою революцією в групі, тому що до цього ми писали якісь такі важкі пісні, бойові.. |

Раніше на концертах глядачі постійно просили заспівати «Осінь», і перші роки Шевчук поступався бажанню публіки, завершуючи виступи незмінним хітом . Проте в якийсь час він оголосив тимчасовий мораторій на виконання пісні і почав попереджати всіх, хто приходив на його концерти, щоб пісню не вимагали. Причину свого рішення він пояснив так:
|  | Дуже багато добрих груп загубила суперпісня. Згадайте Eagles, "Hotel California". І все, більше ніхто ні за що їх не знає. Вони й досі її чешуть... Група ДДТ цілком могла бути похована піснею "Осінь". Я і хлопці тоді дуже злякалися. Ну, написано таку «народну» пісню, але нам-то нудно її тисячі разів співати. І ми цілий рік її взагалі не співали, зубами скриготіли, але не співали. Зал кричить, а ми як танки. І перемогли. Я цим щиро пишаюся. |

Останнім часом «Що таке осінь» знову з'явилася в концертному репертуарі ДДТ:
|  | Свого часу ми воювали проти неї, хоча зал вимагав тільки її. А коли перестали вимагати, стали знову співати. Ми не хочемо бути рабами своєї творчості. |

## Сенс пісні
У пісні йдеться про осінь, про властиві цій порі року природні явищі та печалі — «Що таке осінь — це вітер», «небо плаче під ногами», «Скільки раз зриватиметься листя — осінь вічно права». А також про душевну тугу — «Осінь знову нагадала душі найголовніше / Осінь, я знову позбавлений спокою»; про тривогу і про місце людини в новій країні — «Осінь, чи доповземо, долетимо ми до світанку, до відповіді, що ж буде з Батьківщиною і з нами?.».

## Кліп
Відеоряд на пісню було знято 1991 року, через декілька днів. Режисер кліпу Борис Деденев. У зйомках брали участь музиканти групи, а також друзі Шевчука — В'ячеслав Бутусов і Костянтин Кінчев. У кліпі показано їх прогулянку осіннім парком та гру з пістолетом у російську рулетку. Усі троє пробують вистрілити собі в скроню, але їм таланить. Проте, коли пістолет наводять на дерево і роблять постріл, то з-за стовбура падає «вбитий» учасник групи ДДТ Андрій Васильєв. Оповідь перемежається кадрами, де Шевчук сидить за столом, палить цигарку та співає цю пісню.